# Lac Saint-Pierre
Pour les articles homonymes, voir Saint-Pierre.
Le lac Saint-Pierre est situé sur le fleuve Saint-Laurent, entre Sorel-Tracy et Trois-Rivières, au Québec, au Canada. Le lac est situé en aval et à l'est de Montréal ; en amont et à l'ouest de la ville de Québec. La fin du lac délimite le début de l'estuaire du Saint-Laurent.
Ce lac de 32 km de long (excluant les îles de Sorel) par 14 km de largeur fait partie de la voie maritime du Saint-Laurent. Incluant son littoral, les îles et les zones humides, le lac est reconnu comme une réserve naturelle. L'étendue d'eau est à la fois reconnue comme site Ramsar et comme réserve de biosphère du fait de la présence de nombreux marais ou zones humides qui sont fréquentés par la sauvagine.
En sus, ce lac constitue une attraction pour les visiteurs, étant une halte naturelle pour les grands oiseaux migrateurs et comportant un archipel d'îles à son entrée comportant une centaine d'îles et de chenaux. Les activités récréo-touristiques sur la rivière (telles que la pêche, la navigation de plaisance, la voile, la natation, le ski nautique, l'observation de la nature) sont intenses surtout au cours de la saison estivale. La pêche sportive est particulièrement populaire incluant la pêche sur la glace, notamment dans la grande baie de Pointe-du-Lac.
Autour du lac Saint-Pierre, plusieurs services récréo-touristiques sont disponibles tels que marinas, services d'hôtellerie, restaurants, pourvoiries, débarcadères, stations d'essence et croisières.

## Toponymie
Le lac a été nommé par Samuel de Champlain à la suite de son passage le 29 juin 1603, le jour de la Saint-Pierre. Les Abénaquis nomment le lac Nebesek, qui veut dire « au lac ». Jacques Cartier, lors de son deuxième voyage au Canada en 1535, lui avait attribué le nom d'Angoulême en l'honneur du fils du roi François Ier : Charles, duc d'Angoulême.

## Milieu naturel
Cette zone saisonnièrement inondée est un point d'arrêt important pour des centaines de milliers d'oiseaux aquatiques migrateurs. Ce lac est aussi un important site de nidification pour les hérons. En 1998, il a été reconnue comme zone humide d'importance internationale par la convention de Ramsar.
Les spécialistes de la faune ont recensé 23 espèces de mammifères autour du lac Saint-Pierre, l'une des espèces les plus abondantes étant le rat musqué (Ondatra zibethicus), que l'on retrouve en abondance dans le lac.

## Géographie
Le recul des glaciers à la fin de la dernière ère glaciaire dégagea, il y a 12 500 ans, un vaste bassin rempli par la mer de Champlain. Cette mer s'étendait de la ville de Québec à l'est, et couvrait la Basse-Mauricie, les Basses-Laurentides, le bas de la vallée de l'Outaouais, le lac Ontario du côté ouest et le lac Champlain (États-Unis) du côté sud. Le contour de la mer de Champlain est marqué par des anciens rivages de sable où des sablières ont été exploitées. Le niveau des eaux s'est abaissé il y a environ 8 000 ans. La superficie du bassin versant est de 990 000 km2 (soit l'équivalent de plus de 60 % de la superficie du Québec). 58 % du bassin versant est situé aux États-Unis, 28 % en Ontario et seulement 14 % au Québec (2,5 % dans les tributaires directs, 0,07 % dans la zone littorale). Au Québec, le bassin versant du lac Saint-Pierre est lié à 11 régions administratives, 58 municipalités régionales de comté (MRC) et 654 municipalités.

### Liste des MRC du bassin versant
1. Acton
2. Arthabaska
3. Brome-Missisquoi
4. D'Autray
5. Drummond
6. L'Érable
7. La Haute-Yamaska
8. Le Haut-Saint-François
9. Le Val-Saint-François
10. Les Appalaches
11. Les Maskoutains
12. Les Sources
13. Maskinongé
14. Matawinie
15. Memphrémagog
16. Nicolet-Yamaska
17. Pierre-De Saurel
18. Sherbrooke
19. Trois-Rivières

Le lac Saint-Pierre est situé dans plusieurs municipalités régionales de comté (MRC) et territoires équivalents du Québec, tels que Nicolet-Yamaska, Maskinongé, D'Autray et Pierre-De Saurel, en plus de la ville de Trois-Rivières. Les rives du lac touchent plusieurs municipalités :
- Rive Nord : Berthierville, Maskinongé, Louiseville, Yamachiche et Trois-Rivières (secteur Pointe-du-Lac),
- Rive Sud : Saint-Joseph-de-Sorel, Pierreville, Baie-du-Febvre et Nicolet.

Le lac Saint-Pierre est alimenté par le fleuve Saint-Laurent (venant du sud-ouest) et 14 principaux affluents du lac Saint-Pierre (de l'amont à l'aval) :
- Côté Nord : Rivière Maskinongé, rivière du Loup (Mauricie), rivière Yamachiche, ruisseau aux Glaises, rivière aux Sables ;
- Côté Sud : Rivière Yamaska, rivière Saint-François, rivière Colbert, rivière Landroche, rivière des Frères, rivière Brielle, rivière Lemire, rivière Camille-Roy, rivière Nicolet.

La profondeur moyenne du lac est de seulement trois mètres. Le chenal de la voie maritime qui a été dragué comporte une profondeur maximale de 11,3 m.
Le volume des eaux du lac Saint-Pierre provient à 70 % lac Ontario, 20 % de la rivière des Outaouais, 10 % de la rive Sud (rivières Richelieu, Yamaska, Saint-François et Nicolet). Ces eaux s'écoulent principalement par le chenail. 

## Réserve mondiale de la biosphère

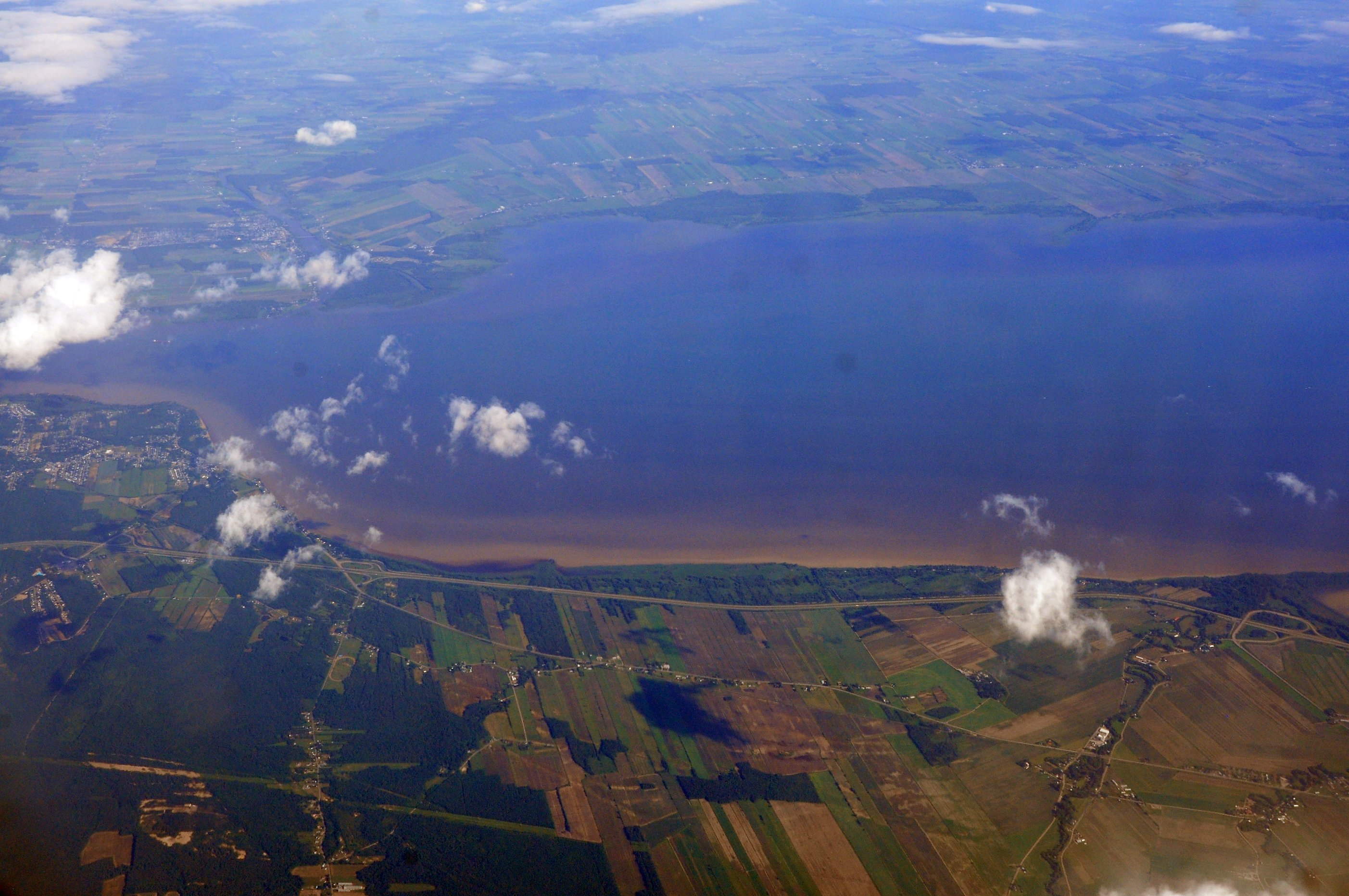
Lac Saint-Pierre et aéroport de Trois-Rivières.

Le lac Saint-Pierre a été désigné réserve de biosphère par l'UNESCO en 2000. La réserve de la biosphère du Lac-Saint-Pierre a une superficie de 480 km2, dont 31 km2 dans les aires centrales et 124 km2 dans les zones tampons. Les aires centrales sont composées du refuge faunique de la Grande-Île et du refuge d'oiseaux de Nicolet.
Près de 290 espèces d'oiseaux, environ 90 espèces de poissons et 27 plantes rares ont été répertoriés dans cette réserve de la biosphère.

## Refuge faunique de la Grande-Île

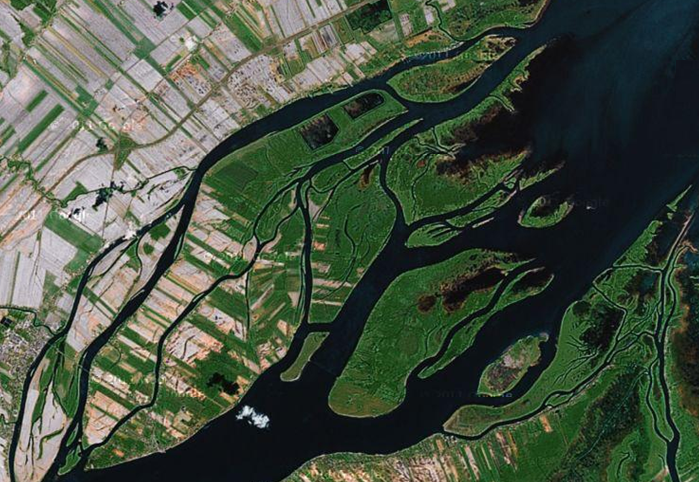
L'archipel du lac Saint-Pierre au Québec comprend 103 îles. Se distinguent les îles de Berthier au nord et les îles de Sorel au sud.

Le refuge faunique de la Grande-Île est situé sur la Grande Île, dans l'archipel du Lac Saint-Pierre. Elle a une superficie de 1,45 km2. Ce refuge faunique, créé en 1992, vise la protection d'une des plus grandes héronnières en Amérique du Nord. Il abrite plus de 5 000 hérons.

## Refuge d'oiseaux de Nicolet
Le refuge d'oiseaux de Nicolet est une aire protégée de 30 km2 qui protège une halte migratoire pour le canard et la bernache du Canada et aussi une aire de nidification de la sauvagine. La Défense nationale a fait l'acquisition du site dans les années 1950. Le site fut reconnu comme aire de repos en 1969 et comme refuge en 1982.

## Environnement
Depuis les années 1970, la qualité de l'eau du lac Saint-Pierre s'est nettement améliorée grâce aux exigences gouvernementales, notamment :
- la construction en amont de centres de filtration des eaux rejetées dont celles des municipalités/villes et celles des industries ;
- le nettoyage des berges et du fond de la rivière, par des municipalités/villes, organismes, entreprises et propriétaires riverains ;
- la révision de la composition de nombreux produits fabriqués, diminuant ainsi les rejets nocifs dans l'environnement ;
- l'implantation par les propriétaires riverains de fosses septiques réglementées ;
- l'interdiction de rejet à l'eau de déchets par les plaisanciers et les navires marchands ;
- l'augmentation du recyclage des déchets domestiques et industriels, diminuant le rejet de déchets dans la nature ;
- la surveillance accrue des activités nautiques (ex. : Garde côtière canadienne, ministère de l'Environnement, municipalités/villes).

Une détérioration de la qualité des eaux ces dernières années, du fait d'un changement des pratiques agricoles (passage de cultures  pérennes à des cultures annuelles) dans son littoral et sa plaine inondable, se traduit par une forte réduction des populations de perchaude en particulier.
Le trafic fluvial constitue un facteur significatif quant à l'érosion des berges, due aux vagues produites, particulièrement par les gros navires utilisant la voie maritime du Saint-Laurent. Le chenal de la voie maritime a modifié le parcours du courant naturel du fleuve. Par endroits, la répartition du débit dans le lac cause une certaine stagnation de l'eau proche des berges, créant un phénomène d'envasement.
Dans le secteur de Nicolet, le fond du lac contient un nombre indéterminé d'ogives non explosées qui proviennent du centre de tirs militaires, lequel a été en opération des années 1950 aux années 2000.

## Histoire
Étant le dernier bassin d'eau douce du fleuve Saint-Laurent du fait de sa position géographique, le lac Saint-Pierre a marqué l'histoire du Canada français quant à l'industrie de la pêche, la chasse, le transport maritimes incluant la voie maritime du Saint-Laurent, la navigation de plaisance, la colonisation des terres avoisinantes, les chemins de glace en hiver et les traversiers.
Lors de ses voyages de 1603 et 1609, Samuel de Champlain, après avoir traversé le lac Saint-Pierre, Samuel de Champlain écrivait en 1609 : « Du côté du sud, il y a deux rivières, l'une appelée la rivière du Pont (Nicolet) et l'autre de Gennes (Saint-François ou Yamaska), qui sont très belles et en beau et bon pays ».

## Sinistres et tragédies
Au cours de l'histoire, le lac Saint-Pierre a été le théâtre de :
- Grands sinistres : inondations dues aux crues printanières (normalement du début d'avril jusqu'à la mi-mai, parfois jusqu'à la fin de mai) souvent accrues par les marées[14], tempêtes de vent souvent subites entrainant de hautes vagues, débâcles du printemps, bris de la glace sur les routes d'hiver aménagées sur le plan d'eau. Ces forces de la nature ont souvent engendrés des dommages aux installations riveraines, aux équipements, aux bâtiments et aux embarcations. Parfois des débris partent à la dérive (cabanes de pêche, quais, embarcations) ;
- Grandes tragédies : naufrages, noyades, accidents de chasse ou de pêche, personnes en perdition ou à la dérive sur les glaces, accidents entre embarcations.

Jadis, à l'époque du transport du bois par le courant des rivières, des billes de bois perdus flottaient sur le lac Saint-Pierre, s'étant détachées des cordes de bois lors des inondations ou s'étant échappées des estacades sur les rivières adjacentes (ou en amont). Ces billes flottantes entraînaient à l'occasion des bris aux embarcations. Parfois, des corvées étaient organisées pour les récupérer.
Sur la rive nord, entre Maskinongé et Pointe-du-Lac, l'autoroute 40 constitue une jetée protégeant les terres contre la montée des eaux lors des crues annuelles pour permettre le développement de l'agriculture. Certaines inondations engendrent une extension significative de la superficie du lac Saint-Pierre.

## Dans la culture populaire
Le lac Saint-Pierre constitue la trame de fond de « The Wreck of the Julie Plante », poème en dialecte de William Henry Drummond paru en 1897 dans The Habitant and Other Poems avec le sous-titre « A Legend of Lac St. Pierre ». Dans la biographie inédite de son mari, May Harvey Drummond situe la composition de ce texte vers 1879.